# Blauaugen-Kuskus
Der Blauaugen-Kuskus (Phalanger matabiru) ist ein Beuteltier aus der Familie der Kletterbeutler (Phalangeridae), das im östlichen Indonesien auf den Molukkeninseln Ternate und Tidore vorkommt.

## Merkmale
Der Blauaugen-Kuskus erreicht eine Kopf-Rumpf-Länge von 35,5 bis 38 Zentimeter, hat einen 28,5 bis 31 Zentimeter langen Schwanz und erreicht ein Gewicht von 1,2 bis 1,6 kg. Der Hinterfuß ist 4,5 bis 5,3 Zentimeter lang, die Ohren haben eine Länge von 1,8 bis 2,1 Zentimeter. Damit ist der Blauaugen-Kuskus etwas kleiner als der Graue Kuskus (Phalanger orientalis), der Kopf ist schmaler, die Schnauze ist kürzer. Das Rückenfell ist dunkelgrau mit einem gelblichen bis rotbraunen Einschlag im Bereich der Schultern. Vom Kopf bis zum hinteren Rückenbereich erstreckt sich ein schmaler, schwarzer Mittelstreifen. Farblich abgesetzte Flecken an der Basis der Ohren fehlen. Vorder- und Hinterpfoten sind grau mit einem gelblichen Einschlag. Das Bauchfell ist gelblich bis rötlich. Die Iris ist blau.

## Lebensraum
Der Blauaugen-Kuskus kommt in feuchten tropischen Primär- und Sekundärwäldern, in Wäldern, die vom Menschen beeinträchtigt wurden, und in Muskatnussbaum- und Kokospalmenplantagen vor. Die Tiere fressen u. a. den weichen Samenmantel, in dem die Muskatnüsse eingebettet sind.

## Systematik
Der Blauaugen-Kuskus wurde 1995 durch den australischen Zoologen Tim Flannery und seinen indonesischen Kollegen Bapak Boeadi als Unterart des Grauen Kuskus erstmals wissenschaftlich beschrieben. Das Art-Epitheton matabiru ist der Ausdruck für „blaue Augen“ in der indonesischen Sprache. Seit einiger Zeit wird der Blauaugen-Kuskus als eigenständige Art angesehen.

## Gefährdung
Aufgrund des sehr kleinen Verbreitungsgebietes gilt die Art als gefährdet. Sie wird in geringem Maße vom Menschen gejagt, zudem gibt es auf Ternate einen aktiven Vulkan.

## Belege
1. 1 2  
Tim F. Flannery & Bapak Boeadi. (1995): Systematic revision within the Phalanger ornatus complex (Phalangeridae: Marsupialia), with description of a new species and subspecies. Australian Mammalogy, 18, S 40 u. 41. doi: 10.1071/AM95035
2. 1 2 3  
Phalanger matabiru in der Roten Liste gefährdeter Arten der IUCN 2019. Eingestellt von: Leary, T., Singadan, R., Menzies, J., Helgen, K., Wright, D., Allison, A., Flannery, T., Salas, L. & Dickman, C., 2015. Abgerufen am 1. Juli 2023.
3. ↑  
Phalanger matabiru Flannery & Boeadi, 1995 in der ASM Mammal Diversity Database
4. ↑  
All the Mammals of the World. Lynx Edicions, Juni 2023, ISBN 978-84-16728-66-4. S. 55.